# Kieferaufbau

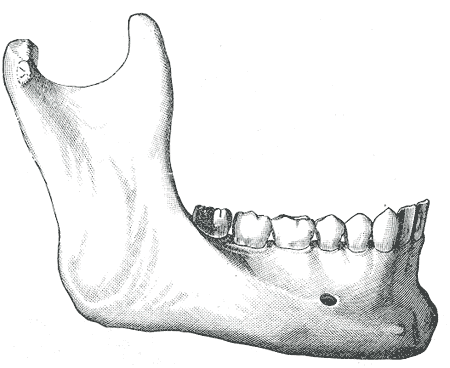
Alveolarknochen im vollbezahnten Unterkiefer

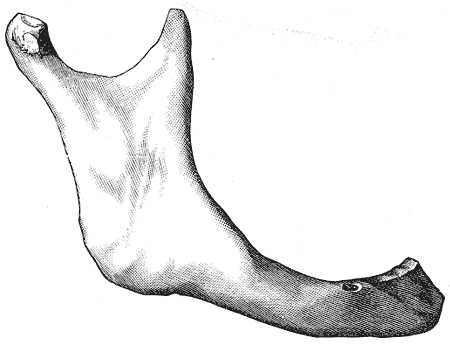
Knochenabbau im zahnlosen Unterkiefer

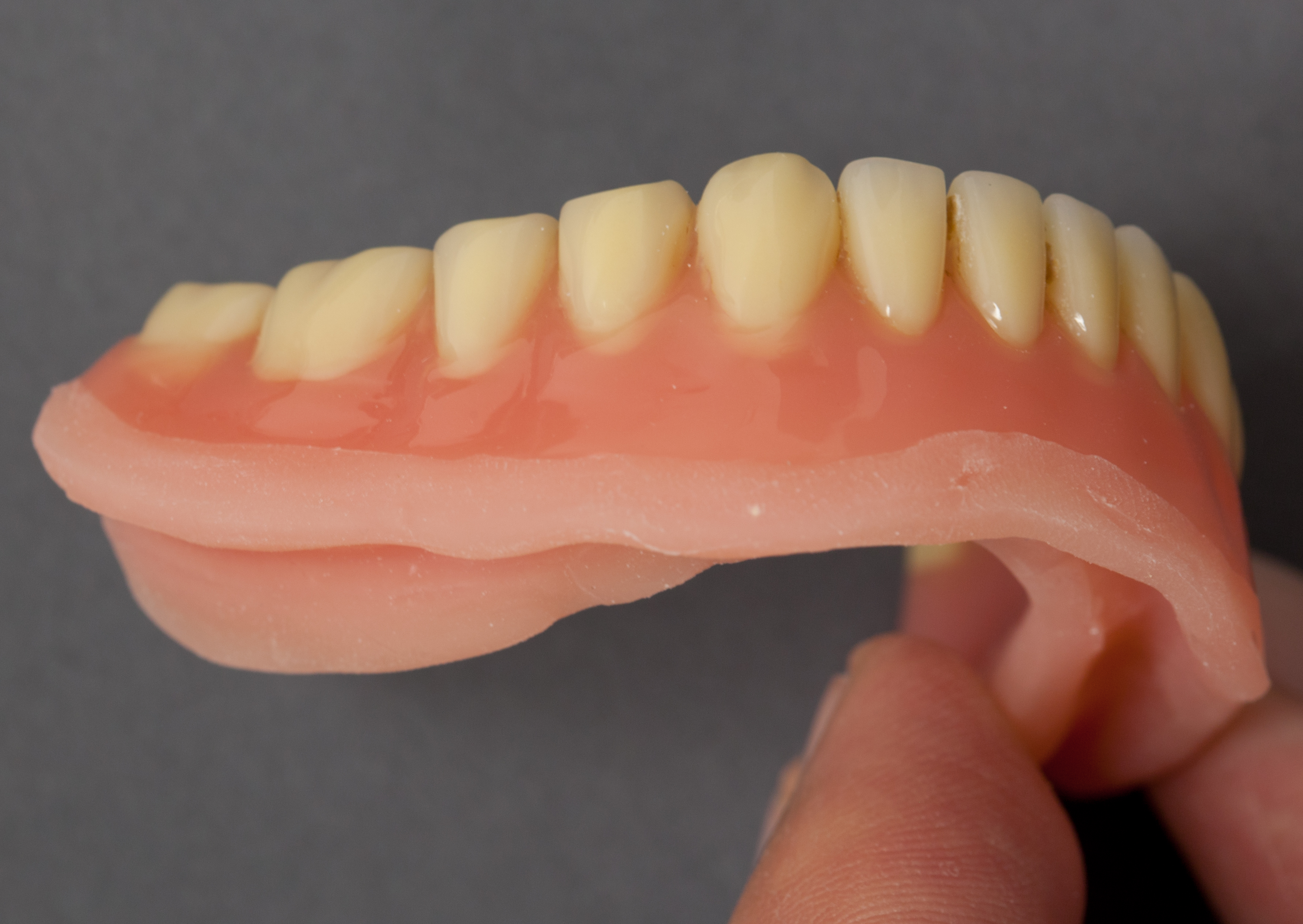
Beim Ersatz durch eine Totalprothese werden nicht nur die Zähne ersetzt, sondern auch der abgebaute Alveolarknochen durch zahnfleischfarbenen Kunststoff künstlich ersetzt.

Unter Kieferaufbau oder Kieferaugmentation (lateinisch augmen ‚Vermehrung‘, ‚Zuwachs‘) werden operative Verfahren in der Zahn-, Mund- und Kieferheilkunde verstanden, die nach einem Kieferabbau dazu dienen, insbesondere den Alveolarknochen in zahnlosen Anteilen des Oberkiefers oder Unterkiefers wieder aufzubauen.

## Ursachen des Knochenabbaus

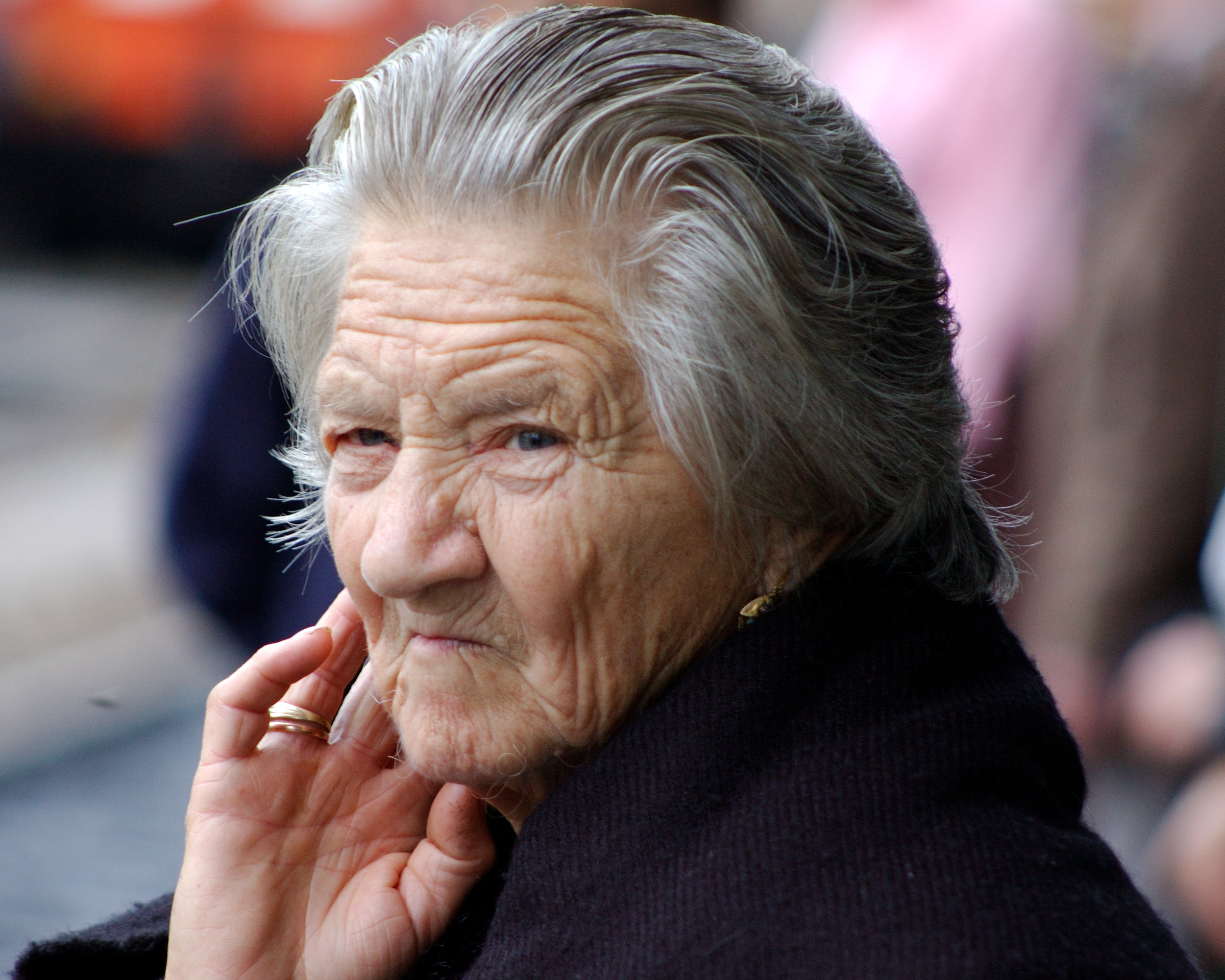
Prothetisch unversorgte zahnlose Kiefer

Der Knochenabbau des Kieferknochens (Kieferabbau) kann durch Zahnverlust, Parodontitis oder durch den Auflagedruck von Zahnprothesen erfolgen. Dabei geben Osteoklasten proteolytische Enzyme ab, die die kollagene Knochenmatrix auflösen. Die dabei freigesetzten Kollagenfragmente werden phagozytiert. Im Zwischenraum von Osteoklast und Knochensubstanz herrscht ein deutlich erniedrigter pH-Wert (ca. 4,5), der durch aktiven Protonentransport aufrechterhalten wird und dem Abbau der mineralisierten Matrixkomponenten dient.

### Zahnverlust
Gehen Zähne durch Unfall oder Extraktion verloren, dann bildet sich der Alveolarknochen zurück. Es ist ein Ergebnis horizontaler und vertikaler Resorptionsprozesse während des Heilungsverlaufs der Alveole nach der Zahnentfernung. Die horizontale Resorption beginnt an den dünnen alveolären Außenwänden.

### Parodontitis
Die Parodontitis bewirkt einen Knochenabbau der Alveolen, während die Zähne noch im Kieferknochen verankert sind. Bei einem Zahnverlust durch Parodontitis geht der Abbau der verbliebenen Alveole beschleunigt, da bereits von einem reduzierten Knochenvolumen ausgehend, aus.

### Periimplantitis
Analog dem Knochenabbau durch Parodontitis kann sich auch das Implantatbett entzünden, was zu einer Periimplantitis mit Knochenabbau um das Implantat herum führen kann. Nach einer Explantation (Entfernung) eines solchen Implantats muss meist der Knochen wieder aufgebaut werden.

### Prothesen
Im gesunden Gebiss sind die Zähne in den Alveolen an den Sharpeyschen Fasern aufgehängt. Bei einer Belastung der Zähne resultieren Zugkräfte – und nicht etwa Druckkräfte – auf den Kieferknochen. Auf Grund der piezoelektrischen Kräfte entstehen bei Belastung der Zähne und damit des Kieferknochens elektrische Potentiale, die sich positiv auf den Knochenaufbau auswirken. Im unbezahnten Gebiss wirkt hingegen die Druckbelastung der Zahnprothesen auf die Gingiva propria und damit auf den darunter liegenden Kieferknochen, der darauf mit vermehrter Resorption reagiert.
Der Alveolarkammabbau beträgt im ersten Jahr nach dem Zahnverlust etwa 0,5 mm im Oberkiefer und 1,2 mm im Unterkiefer. In den Folgejahren beträgt der Abbau 0,1 mm im Oberkiefer und 0,4 mm im Unterkiefer. Der schnellere Abbau des Unterkieferknochens resultiert unter anderem daraus, dass die Auflagefläche für eine Prothese nur etwa halb so groß ist, wie die des Oberkiefers. Im Oberkiefer liegt die Prothese auch auf dem Gaumen auf. Dadurch sind die Belastungskräfte, die auf den Unterkiefer wirken, doppelt so groß wie im Oberkiefer. Daraus folgt, dass in der Regel nach ca. 20 Jahren Prothesentragedauer der Alveolarkamm des Unterkiefers vollkommen abgebaut und der Unterkiefer flach geworden ist. Er bietet dann keinen Halt mehr für eine Totalprothese.

## Resorptionsklassen
Das Ausmaß der Resorption wird gemäß der Resorptionsklassen nach Cawood und Howell in sechs Klassen eingeteilt.
| Klasse   | Beschreibung                                                     |
| -------- | ---------------------------------------------------------------- |
| Klasse 1 | bezahnt                                                          |
| Klasse 2 | unmittelbar nach Zahnextraktion                                  |
| Klasse 3 | gut gerundeter Kieferkamm mit adäquater Höhe und Breite          |
| Klasse 4 | messerscharfe Kammform mit adäquater Höhe und inadäquater Breite |
| Klasse 5 | flacher Kieferkamm mit inadäquater Höhe und Breite               |
| Klasse 6 | hochatrophe Kammform, teilweise mit negativen Kieferkämmen       |

## Knochenaufbauverfahren

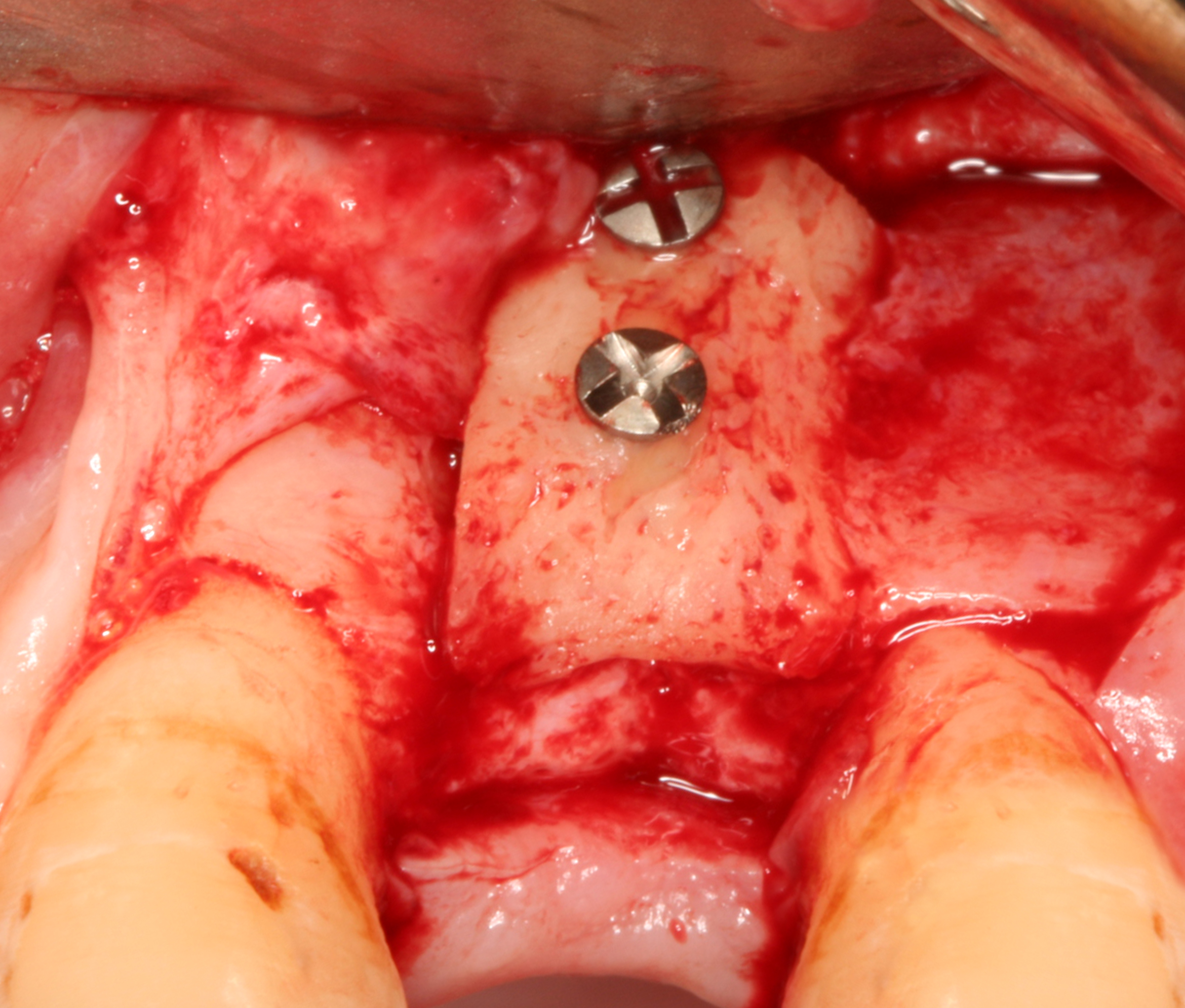
Knochenaufbau an einer einzelnen Zahnalveole durch Knochenverpflanzung (temporäre Fixation durch zwei Schrauben). Verbreiterung des Implantatbetts für eine spätere Implantation.

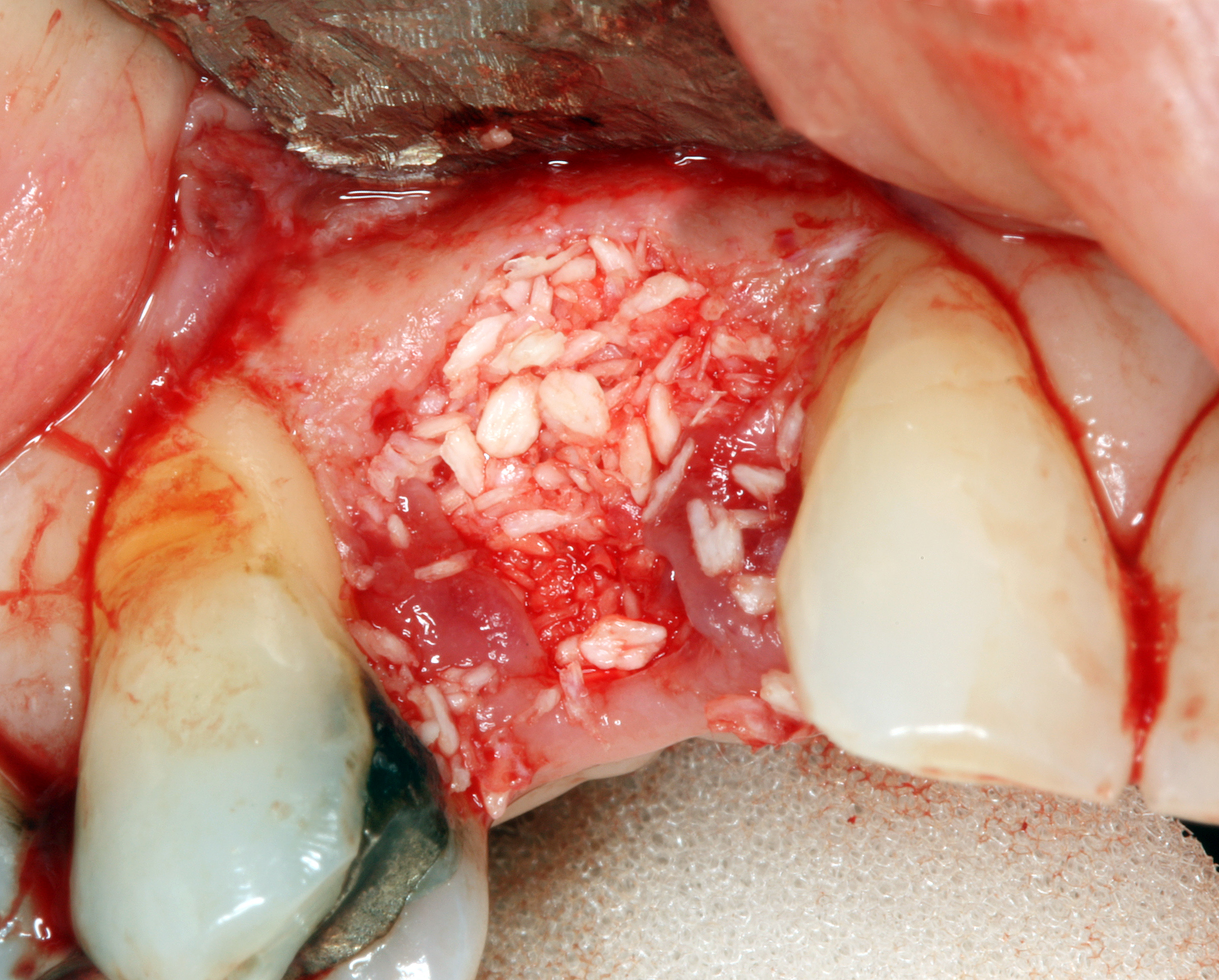
Knochenaufbau der Zahnalveole des Zahnes 14 mittels alloplastischem Granulat

Der Knochenaufbau erfolgt mit unterschiedlichen Materialien. Ergänzend werden Wachstumsfaktoren, wie Knochenmorphogenetische Proteine (englisch Bone morphogenetic proteins, BMP) eingesetzt und welche die Differenzierung von mesenchymalen Zellen zu Osteoblasten stimulieren.

### Autogener Knochen
Frischer autogener Knochen ist die erste Wahl für den Knochenaufbau. Kleinere Knochenaufbauten können mit einer Knochentransplantation aus dem Unterkiefer erfolgen. Die Entnahmestellen sind die Linea obliqua im retromolaren Bereich der Mandibula (Kieferwinkel) und die Regio mentalis (Kinnbereich). Hierzu kann Knochen mittels zylindrischer Fräsen oder durch Heraustrennen eines Knochenblocks entnommen werden. In der Regel wächst der Knochen an den Entnahmestellen wieder nach. Dieses Verfahren ist bei Knochendefiziten für regelrechte Implantatpositionierung nach prothetischen und ästhetischen Gesichtspunkten heutzutage unabdingbar.
Bei größeren Knochenaufbauten wurde früher ein Rippentransplantat verwendet. Heutzutage werden monokortikale kortikospongiöse Knochenstücke aus der Beckenschaufel mittels Knochendeckelmethode entnommen, was einen zweiten Operationsbereich und eine Vollnarkose notwendig macht. Das Transplantat wird mit der spongiösen Seite auf den Kieferkamm aufgebracht und mit Osteosynthesematerial wie Miniplatten, Schrauben oder Implantaten im Kieferknochen fixiert. Mikrobewegungen der Osteoplastik müssen vollständig vermieden werden, um eine erfolgreiche Einheilung zu erreichen.

### Guided Bone Regeneration
Neben dem Einbringen von Knochen oder Knochenersatzmaterial wird ein Verfahren der Guided Bone Regeneration (GBR) ‚Gesteuerte Knochenneubildung‘ angewandt.  Beim Verfahren der GBR wird der Raum, der mit Knochen aufgefüllt werden soll, zusätzlich mit einer Membran umgeben. Diese hat die Aufgabe, ein zu schnelles Wachstum der umliegenden Zellen des umliegenden Weichgewebes in den Hohlraum zu verhindern, da sich dieses schneller bildet als Knochen. Es können resorbierbare und nicht-resorbierbare Membranen verwendet werden. Überwiegend werden resorbierbare Membranen verwendet, da damit ein zweiter Eingriff zum Entfernen der Membran vermieden wird und seltener Wundheilungsstörungen auftreten, insbesondere bei einer Dehiszenz des Mukoperiostlappens, der als Wundverschluss dient. Nichtresorbierbare Membranen bestehen aus titanverstärktem Polytetrafluorethylen (PTFE). Resorbierbare Membranen bestehen aus behandelndem Kollagen.

### Bone splitting
Das in den 1980er Jahren entwickelte Verfahren des Bone splitting oder Bone spreading kommt bei verbliebenen schmalem Kieferkamm zum Einsatz. Dabei wird der Kieferkamm in zwei Teile getrennt und anschließend zu einem Spalt gedehnt. Der Kiefer muss noch eine Mindestbreite von 3 mm aufweisen, damit sowohl vestibulär als auch oral eine genügend periimplantäre Knochenstärke erhalten bleibt. Eine Restknochenhöhe von 12 mm ist obligat, da höchstens 70 % der Knochenhöhe für den Splittingvorgang genutzt werden dürfen. Die Blutversorgung muss durch das Periost gesichert bleiben.

### Alloplastisches Material
Ende der 1980er Jahre nahm die Verwendung alloplastischen Materials zu, teilweise in Blockform, teilweise als Granulat. Dabei wird Hydroxylapatit zwischen Knochen und Schleimhaut eingepflanzt. Weitere alloplastische Materialien sind beispielsweise Hydroxylapatit, β-Tricalciumphosphat, ICBM − Insoluble collagenous bone matrix, Copolymere aus Polylactat/Polyglycolsäure und Calciumcarbonat. Bei Anwendung im Unterkiefer besteht die Gefahr der Nervenirritation, insbesondere im Bereich des Foramen mentale und der Dislokation der Granulatkörner nach lingual.

### Allogenes Material
In den 1980er Jahren wurde lyophilisierter allogener Knorpel zum Aufbau des Kieferkamms verwendet. Das Verfahren hat nur noch historische Bedeutung.

### Xenogenes Material
Xenogene Knochenersatzmaterialien werden selten für den Knochenaufbau eingesetzt. Dabei handelt es sich um Materialien tierischer Herkunft (beispielsweise bovin oder porzin). Es besteht dabei ein Restrisiko zur Übertragung von Prionen, die für die Übertragung von BSE verantwortlich zeichnen. Zur Reduktion des Übertragungs- und Allergisierungsrisikos findet eine Deproteinierung (Entzug von Eiweiß) statt. Zurück bleibt der anorganische Knochenanteil, in den neuer Knochen einsprosst.

### Synthetisches Material
Synthetisches Knochenersatzmaterial unterscheidet sich von xenogenen Material im Punkt der Herkunft. Es ist vollständig künstlich beschaffen. Es besteht aus mikro- und makroporösem β-Tricalciumphosphat und phasenreinem β-TCP und ist vollständig resorbierbar. Das Knochenmaterial kann sowohl als Granular als auch in Pasten-Form eingesetzt werden. Der Vorteil des synthetischen Material liegt in der hohen Gesamtporosität und dem geringeren Infektionsrisiko.

## Kritische Würdigung
Unterschiedliche Studien kommen zu dem Schluss, dass vertikale GBR-Maßnahmen vorhersehbare Ergebnisse liefern, während andere Studien feststellen, dass noch kein verlässliches und überlegenes Verfahren zur vertikalen Augmentation im posterioren Unterkiefer zur Verfügung steht.

## Indikationen

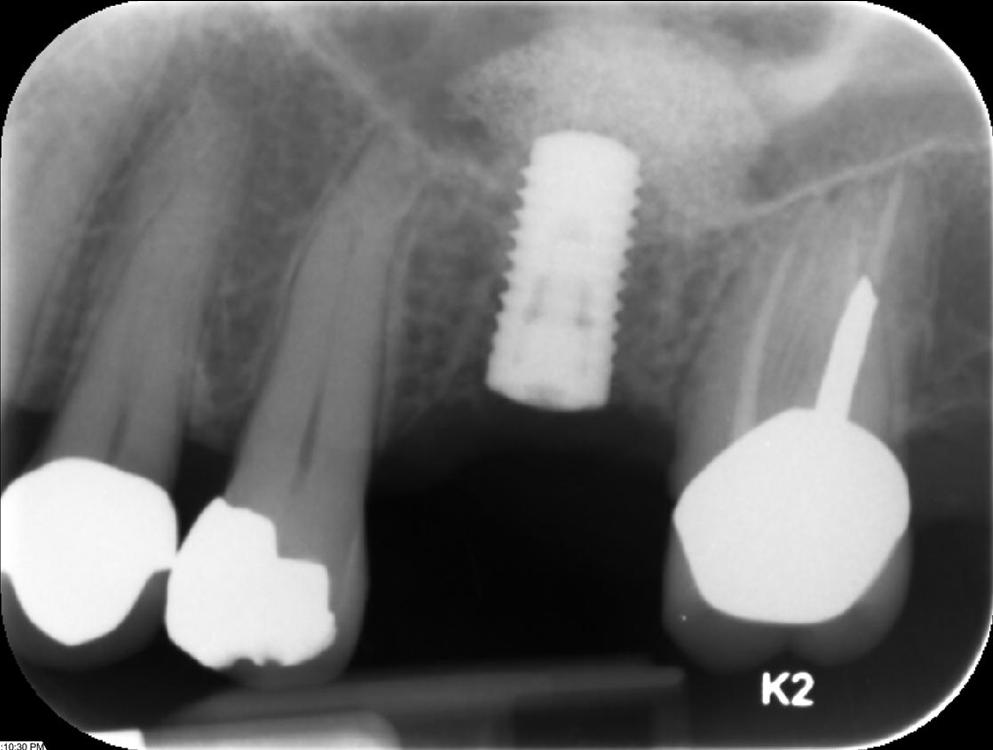
Implantat im Bereich des Zahnes 26 nach Sinuslift

Nasennebenhöhlen:
1. Stirnhöhle, (grün), (Sinus frontalis),
2. Siebbeinzellen, (lila), (Cellulae ethmoidales)
3. Keilbeinhöhle, (rot), (Sinus sphenoidalis)
4. Kieferhöhle, (blau), (Sinus maxillaris)

Bis Ende der 1990er Jahre standen alleinige Knochenaufbauverfahren im Vordergrund, um das Prothesenlager zu verbessern und dadurch Zahnprothesen eine Lagestabilität zu verschaffen. Durch die hohe Misserfolgsquote bei alleinigem Knochenaufbau einerseits und die Entwicklung von Implantaten mit Titanoberfläche andererseits, die durch Osseointegration eine hohe Stabilität und Langlebigkeit aufweisen, erfolgte ein Umdenken in der Fachwelt. Seitdem werden Knochenaufbauverfahren im Rahmen der präprothetischen Oralchirurgie fast nur noch in Kombination mit Zahnimplantaten durchgeführt. Zielsetzung ist dort die Schaffung eines ausreichend großen Knochenbetts, um darin Implantate einzusetzen. Ohne Implantate muss von einer vollständigen Resorption des verpflanzten Knochens innerhalb der ersten drei Jahre ausgegangen werden.

### Unterkiefer
Im Unterkiefer ist die Höhe des Kieferknochens nach kaudal durch den Nervus mandibularis begrenzt. Dieser darf nicht tangiert werden, weil es sonst zu bleibenden Sensibilitätsausfällen  insbesondere im Bereich der Unterlippe und des Kinns kommen kann. Die Mindestlänge eines Implantats beträgt 8 mm, wobei Implantatlängen von 10 bis 12 mm angestrebt werden. Reicht diese Höhe nicht aus, muss ein Knochenaufbau durchgeführt werden. Ähnliches gilt für einen nicht ausreichend breiten Kieferkammknochen, in den das Implantat eingebracht werden soll.

### Oberkiefer
Im Oberkiefer erfolgt der Kieferaufbau analog dem des Unterkiefers mit Ausnahme des Bereichs der Oberkieferbackenzähne. Im Bereich der Zähne 15 – 17, bzw. 25 – 27 sind die Zahnfächer der Zähne (in der Regel) nur durch eine dünne Knochenlamelle, den Kieferhöhlenboden von der Kieferhöhle getrennt. Im Seitenzahnbereich des Oberkiefers erfolgt der Knochenabbau oft durch ein Absinken des Kieferhöhlenbodens bei weitgehend unveränderter äußerer Form des Alveolarkamms. Die Dicke des Kieferhöhlenbodens kann dabei bis zur Papierdicke reduziert werden. Um auch hier Implantate mit der entsprechenden Mindestlänge einbringen zu können, muss ein Knochenaufbau durchgeführt werden. Dieser erfolgt in der Regel durch einen Sinuslift.

#### Sinuslift
Zur Schaffung eines Implantatbetts im Seitenzahnbereich erfolgt der Knochenaufbau nicht durch Auflagerung von Knochen (oder Knochenersatzmaterialien) auf den Alveolarkamm, sondern gewissermaßen von innen, nämlich durch eine Auflagerung des Knochentransplantats auf den Kieferhöhlenboden unterhalb der Schneiderschen Membran, die die Kieferhöhle auskleidet. Damit erfolgt eine Verdickung des Knochens innerhalb der Kieferhöhle.

#### Nasenbodenelevation
Im Frontzahnbereich steht das Verfahren der Nasenbodenelevation zur Verfügung, bei der ähnlich einem Sinuslift vorgegangen wird.

##### Trapdoor-Technik
Sonderfälle ergeben sich beim Aufbau des Nasenbodens in der Front. Bei der Trapdoor-Technik (englisch trap door ‚Falltür‘) wird ein Implantat inseriert, mit dem die Nasenmuschel leicht zur Seite gedrückt wird. In den entstehenden Freiraum wird Knochenersatzmaterial eingefüllt, um für genügend Stabilität zu sorgen.